# نايجل وليامز (كاتب سيناريو)
نايجل وليامز (بالإنجليزية: Nigel Williams)‏ (و. 1948  م) هو كاتب سيناريو، وكاتب مسرحي، وروائي بريطاني، هو عضوٌ في الجمعية الملكية للأدب.

## التعليم
تعلم في مدرسة هايغيت ‏، وتعلم في كلية أوريل بجامعة أكسفورد
.

## جوائز
حصل على جوائز منها:

زمالة الجمعية الملكية للأدب

## وصلات خارجية
- نايجل وليامز على موقع IMDb (الإنجليزية)
- نايجل وليامز على موقع ميوزك برينز (الإنجليزية)
- نايجل وليامز على موقع قاعدة بيانات الفيلم (الإنجليزية)
- نايجل وليامز في قاعدة بيانات الأفلام على الإنترنت